# Calea ferată Ploiești–Slobozia
Linia CF Ploiești Sud–Urziceni–Slobozia Veche este o cale ferată secundară din România, simplă, electrificată doar pe distanțele Ploiești Sud–Corlătești Hm. și dublată pe distanțele Zănoaga Hm.–Drăgănești Prahova Hm., Ciorani Hm.–Ialomița Hm., Armășești Hm.–Urziceni, Căzănești–Andrășești Hm.